# Branislav Martinović
Branislav Martinović   (Belgrad, 29 de novembre de 1937 - Belgrad, 26 de febrer de 2015) fou un lluitador serbi, especialista en lluita grecoromana, que va competir sota bandera iugoslava durant la dècada de 1960.
El 1960 va prendre part en els Jocs Olímpics de Roma, on guanyà la medalla de plata en la competició del pes lleuger del programa de lluita grecoromana. Quatre anys més tard, als Jocs de Tòquio, guanyà la medalla de bronze en la competició del pes ploma del programa de lluita grecoromana.
En el seu palmarès també destaquen una medalla de bronze al Campionat del món i al Campionat d'Europa de lluita i una d'or als Jocs del Mediterrani.